# Орден Бернардо О'Хіггінса
Орден Бернардо О'Хіггінса —
відзнака на честь одного із засновників чилійської держави генерала
Б. О'Хіггінса (1776—1842), якого називають «батьком» Незалежності Чилі.
Заснована нагорода 1956 р. і має 5 ступенів. Вручають її чилійцям, які
мають особливі заслуги перед батьківщиною та іноземцям, що сприяють
зміцненню міжнародного авторитету Чилі.

## Класи
- Кавалер Великого хреста — знак на плечовій стрічці і зірка на грудях
- Великий офіцер — знак на шийній стрічці і зірка на грудях
- Командор — знак на шийній стрічці
- Офіцер — знак на стрічці з розеткою для носіння на грудях
- Кавалер — знак на стрічці для носіння на грудях

| Орденські планки |        |          |                |                         |
| Кавалер          | Офіцер | Командор | Великий офіцер | Кавалер Великого хреста |